# Премия имени С. Н. Виноградского
Премия имени С. Н. Виноградского — научная награда Российской академии наук. Присуждается Отделением физико-химической биологии (ОФХБ) Российской академии наук за выдающиеся работы в области общей микробиологии.
Премия названа в честь выдающегося русского биолога, основателя экологии микроорганизмов и почвенной микробиологии академика С. Н. Виноградского (1856—1953).

## Награждённые ученые
Источник:
- 1970 — Сергей Иванович Кузнецов — За его монографию «Микрофлора озер и её геохимическая деятельность», издание 1970 года
- 1973 — Георгий Александрович Заварзин — За монографию «Литотрофные микроорганизмы»
- 1977 — Евгений Николаевич Мишустин — За монографию «Ассоциации почвенных микроорганизмов», а также работы по азотофиксирующим микроорганизмам, расширяющие частные положения монографии
- 1980 — Елена Николаевна Кондратьева — По совокупности научных трудов по теме «Фототрофные бактерии»
- 1983 — Лев Владимирович Калакуцкий — За цикл работ «Актиномицеты в приспособлении к среде и эволюции»
- 1985 — Михаил Владимирович Иванов — За цикл работ «Распространение и геохимическая деятельность бактерий в осадках океана»
- 1989 — Дмитрий Григорьевич Звягинцев — За цикл работ «Принципы строения и функционирования комплекса почвенных микроорганизмов»
- 1992 — Григорий Иванович Каравайко — За цикл фундаментальных и прикладных исследований по трансформации минералов микроорганизмами
- 1997 — Юрий Иванович Сорокин — За цикл работ «О роли микроорганизмов и простейших организмов в водных экосистемах»
- 2000 — Владимир Михайлович Горленко — За цикл работ по исследованию биоразнообразия прокариотных микроорганизмов
- 2003 — Валерий Фёдорович Гальченко — За монографию «Метанотрофные бактерии»
- 2006 — Борис Алексеевич Бызов — За цикл работ «Зоомикробные взаимодействия в почве»
- 2009 — Юрий Александрович Троценко — За цикл работ «Экстремофильные аэробные метилотрофные бактерии»
- 2012 — Елизавета Александровна Бонч-Осмоловская — За цикл работ «Разнообразие термофильных прокариот»
- 2015 — Александр Васильевич Пиневич — За цикл работ по исследованию биоразнообразия, систематики и физиологии цианобактерий
- 2018 — Дмитрий Юрьевич Сорокин — За цикл работ «Функциональная микробиология гиперсоленых хлоридных и содовых озер».
- 2021 — Светлана Николаевна Дедыш — За цикл работ «Микроорганизмы северных болотных экосистем»